# Diocèse du Puy-de-Dôme
Cet article court présente un sujet plus développé dans : Archidiocèse de Clermont.
Le diocèse du Puy-de-Dôme ou, en forme longue, le diocèse du département du Puy-de-Dôme est un ancien diocèse de l'Église constitutionnelle en France.
Créé par la constitution civile du clergé de 1790, il est supprimé à la suite du concordat de 1801. Il couvrait le département du Puy-de-Dôme. Le siège épiscopal était Clermont.